# Oxitriptilina
Oxitriptilina (BS-7679) é um anticonvulsivo da família tricíclica o qual nunca foi comercializado.